# Copa Stadium
La Copa Stadium es un premio creado por el Rey Alfonso XIII de España en el año 1923. Es el galardón deportivo más antiguo de España, con el que se premia a la persona o entidad, que se haya destacado por su especial contribución durante el año a tareas de promoción y fomento del deporte en España. Desde 1982 se entrega anualmente dentro de los Premios Nacionales del Deporte, otorgados por el Consejo Superior de Deportes.
Durante las más de ocho décadas de premios, la Copa Stadium ha sido entregada tanto a grandes clubs como a pequeñas entidades o a título personal como; Asociación Atlética Moratalaz, Club Natació Barcelona, Real Sporting de Gijón, Real Club Náutico de Tenerife, Real Madrid CF, Real Grupo de Cultura Covadonga, Club Atlético de Madrid, Club Náutico Sevilla, Club de Campo Villa de Madrid, Juan Antonio Samaranch, Plan A.D.O.(Asociación de Deportes Olímpicos), Asociación Atlética Avilesina, FC Barcelona o Club Atlético Montemar, entre los muchos premiados.

## Premiados
Las personas y entidades que han recibido la Copa Stadium desde su origen hasta 1981, fecha de su inclusión en los Premios Nacionales del Deporte, son las siguientes:
| Año  | Persona o entidad premiada                        |
| ---- | ------------------------------------------------- |
| 1923 | Federación Catalana de Tenis                      |
| 1924 | Federación Catalana de Motorismo Marítimo         |
| 1925 | Fútbol Club Barcelona                             |
| 1926 | Centro Excursionista de Cataluña                  |
| 1927 | Unió Esportiva de Sants                           |
| 1928 | Reus Deportivo                                    |
| 1929 | Federación Catalana de Fútbol                     |
| 1930 | Federación Catalana de Hockey                     |
| 1931 |                                                   |
| 1932 |                                                   |
| 1933 |                                                   |
| 1934 | Club Natación Atletic                             |
| 1935 | Moto Club de Cataluña                             |
| 1936 | suspendida por la guerra civil                    |
| 1937 | suspendida por la guerra civil                    |
| 1938 | suspendida por la guerra civil                    |
| 1939 | suspendida por la guerra civil                    |
| 1940 | No convocada                                      |
| 1941 | Fútbol Club Barcelona                             |
| 1942 | Desierto                                          |
| 1943 | Desierto                                          |
| 1944 | Unión África Ceutí                                |
| 1945 | Club Deportivo Bilbao                             |
| 1946 | Grupo Excursionista y Deportivo Gerundense        |
| 1947 | Real Madrid Club de Fútbol                        |
| 1948 | Peña Rhin                                         |
| 1949 | Federación Española de Baloncesto                 |
| 1950 | Real Sociedad Gimnástica Española                 |
| 1951 | Club Natación Barcelona                           |
| 1952 | Real Club Náutico de Tenerife                     |
| 1953 | Sociedad Deportiva Buelna                         |
| 1954 | Real Grupo de Cultura Covadonga                   |
| 1955 | Sociedad Deportiva Sniace                         |
| 1956 | Sociedad Náutica Deportiva Ur-Kirolak             |
| 1957 | Fútbol Club Barcelona                             |
| 1958 | Reus Deportivo                                    |
| 1959 | Club de Tenis Barcio                              |
| 1960 | Real Madrid Club de Fútbol                        |
| 1961 | Club Natación Sevilla                             |
| 1962 | Club Atlético de Madrid                           |
| 1963 | Club Natación Helios                              |
| 1964 | Real Canoe Natación Club                          |
| 1965 | Real Club de Tenis Barcelona                      |
| 1966 | Real Automóvil Club de España                     |
| 1967 | Club Natación Metropole                           |
| 1968 | Club Baloncesto Estudiantes                       |
| 1969 | Real Club de Polo de Barcelona                    |
| 1970 | Club Deportivo Vallehermoso de Madrid             |
| 1971 | Sociedad Cultural Deportivo Recreativa Anaitasuna |
| 1972 | Club Natación Sabadell                            |
| 1973 | Club Atlético San Sebastián                       |
| 1974 | Real Sociedad Hípica Española Club de Campo       |
| 1975 | Real Grupo de Cultura Covadonga                   |
| 1976 | Real Sociedad de San Sebastián                    |
| 1977 | Club Deportivo Arquitectura                       |
| 1978 | Real Sporting de Gijón                            |
| 1979 | Club Deportivo Universitario de Granada           |
| 1980 | Sociedad Deportiva Caja de Ronda                  |
| 1981 | Real Sporting de Gijón                            |

Las personas y entidades que han recibido la Copa Stadium desde 1982, fecha de su inclusión en los Premios Nacionales del Deporte, son las siguientes:
| Año  | Persona o entidad premiada                                             |
| ---- | ---------------------------------------------------------------------- |
| 1982 | Juan Antonio Samaranch                                                 |
| 1983 | Club Deportivo Cajamadrid                                              |
| 1984 | Club Náutico Sevilla                                                   |
| 1985 | Club Atlético Montemar                                                 |
| 1986 | Objetivo 92 (programa de Televisión Española)                          |
| 1987 | Asociación Atlética Avilesina                                          |
| 1988 | Real Grupo de Cultura Covadonga                                        |
| 1989 | Unisport Andalucía                                                     |
| 1990 | Cámaras de TV y fotógrafos de prensa                                   |
| 1991 | Federación Española de Piragüismo                                      |
| 1992 | Asociación Deportes Olímpicos (ADO)                                    |
| 1993 | Club Natación Metropole                                                |
| 1994 | Club Natación Santa Olaya                                              |
| 1995 | Club Larios                                                            |
| 1996 | Club Egara                                                             |
| 1997 | Fútbol Club Barcelona                                                  |
| 1998 | Instituto Navarro del Deporte                                          |
| 1999 | Televisión Española                                                    |
| 2000 | Club de Campo Villa de Madrid                                          |
| 2001 | Dirección General de Deportes de Castilla-La Mancha                    |
| 2002 | Federación Española de Baloncesto (programa escolar Sunny 3x3)         |
| 2003 | Candidatura Olímpica "Madrid 2012"                                     |
| 2004 | Caja de Ahorros de la Inmaculada                                       |
| 2005 | Tomás Pascual Sanz (a título póstumo)                                  |
| 2006 | Agencia Efe                                                            |
| 2007 | Real Federación Española de Atletismo (campaña "Jugando al Atletismo") |
| 2008 | Agrupación Deportiva del Cuerpo Nacional de Policía                    |
| 2009 | Organización de la Vuelta Ciclista a España (Unipublic)                |
| 2010 | Organización del Torneo Villa de El Espinar                            |
| 2011 | Club Natació Sabadell                                                  |
| 2012 | Fútbol Club Barcelona                                                  |
| 2013 | Fundación Trinidad Alfonso Real Grupo de Cultura Covadonga             |
| 2014 | Loterías y Apuestas del Estado                                         |
| 2015 | LaLiga4Sports                                                          |
| 2016 | Iberdrola                                                              |
| 2017 | Fundación Trinidad Alfonso                                             |
| 2018 | Escuela Universitaria Real Madrid–Universidad Europea Fundación Ecomar |
| 2019 | Consejo Superior de Deporte Militar                                    |
| 2020 | Premio extraordinario                                                  |
| 2021 | Real Grupo de Cultura Covadonga                                        |

1. ↑  Debido a la falta de competiciones en 2020, se otorgó un premio extraordinario a los y las deportistas que lucharon contra la pandemia de COVID-19